# Mięśnie klatki piersiowej
Mięśnie klatki piersiowej (łac. musculi thoracis) – grupa mięśni kręgowców położona w rejonie klatki piersiowej. 
Wyróżnia się mięśnie powierzchniowe klatki piersiowej, mięśnie głębokie klatki piersiowej oraz przeponę, przy czym ta ostatnia nie występuje u ptaków. U ssaków czworonożnych mięśnie powierzchniowe są wykształcone słabiej niż głębokie, natomiast u człowieka jest na odwrót. Mięśnie głębokie i przepona odpowiadają głównie za ruchy oddechowe. U zwierząt czworonożnych mięśnie klatki piersiowej wraz z mięśniami zębatymi dobrzusznymi odpowiadają za unoszenie tułowia na kończynie piersiowej. Ogólnie mięśnie klatki piersiowej cechuje duża zmienność gatunkowa.
Do mięśni powierzchniowych klatki piersiowej zalicza się m.in.: mięsień piersiowy zstępujący, mięsień piersiowy poprzeczny, mięsień piersiowy większy, mięsień piersiowy mniejszy, mięsień zębaty przedni, mięsień podobojczykowy.
Do mięśni głębokich klatki piersiowej należą m.in.: mięsień piersiowy głęboki, mięsień zębaty dobrzuszny klatki piersiowej, mięśnie dźwigacze żeber, mięśnie międzyżebrowe, mięśnie podżebrowe, mięsień cofacz żebra, mięsień poprzeczny klatki piersiowej, mięsień prosty klatki piersiowej.
U człowieka do mięśni klatki piersiowej zaliczają się:
- mięśnie powierzchowne klatki piersiowej:
  - mięsień piersiowy większy (łac. musculus pectoralis major)
  - mięsień piersiowy mniejszy (łac. musculus pectoralis minor)
  - mięsień podobojczykowy (łac. musculus subclavius)
  - mięsień zębaty przedni (łac. musculus serratus anterior)
- mięśnie głębokie (właściwe) klatki piersiowej:
  - mięśnie międzyżebrowe (łac. musculi intercostales)
    - mięśnie międzyżebrowe wewnętrzne (łac. musculi intercostales interni), wśród których wyróżnia się dwie warstwy – mięśnie międzyżebrowe pośrednie (łac. musculi intercostales intermedii) i mięśnie międzyżebrowe najgłębsze (łac. musculi intercostales intimi)
    - mięśnie międzyżebrowe zewnętrzne (łac. musculi intercostales externi)

  - mięśnie podżebrowe (łac. musculi subcostales)
  - mięsień poprzeczny klatki piersiowej (łac. musculus transversus thoracis)
- przepona (łac. diaphragma)[4].